# Moribabougou
Moribabougou är en kommun i Mali. Den hade 27 059 invånare år 2009.